# Quercus tarahumara
Quercus wutaishanica, és una espècie de roure que pertany a la família de les fagàcies i està dins de la secció dels roures blancs, que són els roures blancs d'Europa, Àsia i Amèrica del Nord.

## Descripció
Quercus tarahumara és un arbre que pot arribar fer fins a 10 metres d'alçada. Les fulles són força grans per al gènere, de fins a 30 cm de diàmetre, amb la rigidesa semblant al cartró, de color verd a la part superior però marró a la part inferior. De vegades se l'anomena "roure de lavabo" ("handbasin oak") perquè la seva mida i forma suggereixen un lavabo de bany.

## Distribució
Quercus tarahumara creix a la Sierra Madre Occidental als estats mexicans de Chihuahua, Sonora, Durango i Sinaloa.

## Taxonomia
Quercus tarahumara va ser descrita per Richard William Spellenberg, John Dudley Bacon i Dennis E. Breedlove i publicat a Madroño 42: 28, a l'any 1995.
Etimologia
Quercus: Nom genèric del llatí que designava igualment al roure i a l'alzina.
tarahumara: epítet que fa referència al lloc on algunes de les poblacions es troben dins del territori ocupat pel poble Tarahumara.